# Sebastian Nübling
Sebastian Nübling (* 19. Juli 1960 in Lörrach) ist ein deutscher Regisseur. Er war Mitbegründer, Schauspieler und Musiker der freien Gruppe „Theater Mahagoni“, inszenierte am Jungen Theater Basel und gastierte mit der dortigen Inszenierung von Disco Pigs von Enda Walsh (1998) erfolgreich an vielen deutschen Bühnen.

## Leben
Sebastian Nübling studierte Kulturwissenschaften an der Universität Hildesheim und lehrte später als Dozent. Im Jahr 1997 begann er mit der Realisierung eigener Projekte, darunter Gier von Sarah Kane am Theater Basel (2000), Die Schaukel von Eda Maazya am Jungen Theater Basel (2000) sowie John Gabriel Borkman von Henrik Ibsen (2001), das 2002 zum Berliner Theatertreffen eingeladen wurde. Für sein Hooligan-Drama I furiosi nach dem Roman des italienischen Autors Nanni Balestrini am Staatstheater Stuttgart bekam er den ersten Preis des Hamburger Festivals „Politik im Theater“. Mit dieser Inszenierung setzte er sich auch überregional durch.
2006 inszenierte Nübling mit Carmen an der Staatsoper Stuttgart seine erste Oper. Nübling arbeitet wiederholt mit dem britischen Dramatiker Simon Stephens zusammen, von dem er mehrere Stücke zur deutschen Uraufführung brachte; 2003 Reiher am Württembergischen Staatstheater Stuttgart, 2007 zusammen mit dem Schauspiel Hannover am Deutschen Schauspielhaus Hamburg im Rahmen des Festivals Theaterformen Pornographie, später auch Ubu (2010) und Three Kingdoms (2011).

## Auszeichnungen
2002 wurde er von der Zeitschrift Theater heute als Nachwuchsregisseur des Jahres ausgezeichnet und mit seiner Basler Inszenierung von John Gabriel Borkman (von Henrik Ibsen) wurde er zum Berliner Theatertreffen eingeladen. Am Schauspiel Hannover inszenierte er Don Quixote nach Miguel de Cervantes, ferner die deutschsprachige Erstaufführung von Joanna Laurens' Die drei Vögel und Tom Lanoyes Mamma Medea, wobei er mit Wilde oder der Mann mit den traurigen Augen von Klaus Händl dann 2004 erneut zum Berliner Theatertreffen eingeladen wurde. Im selben Jahr erhielt er eine Nestroy-Nominierung für die „Beste Regie“. 2007 erfolgte eine weitere Nominierungen zum Berliner Theatertreffen mit Dido und Aeneas nach Henry Purcell und Christopher Marlowe (Theater Basel) mit einem Sparten übergreifenden Theaterabend. Hierfür erhielt er auch den 3sat-Preis für eine „zukunftsweisende Leistung“. Seine Inszenierung von Tennessee Williams’ Orpheus steigt herab wurde 2013 zum Berliner Theatertreffen eingeladen. Mit dieser Inszenierung belegte er in der Kritikerumfrage von Theater heute für die Spielzeit 2012/2013 zusammen mit drei weiteren Werken den geteilten Ersten Platz der Inszenierungen des Jahres. Seine Uraufführung von Und dann kam Mirna von Sibylle Berg am Maxim-Gorki-Theater in Berlin wurde mit dem Friedrich-Luft-Preis als „beste Berliner und Potsdamer Aufführung des Jahres 2015“ ausgezeichnet.

## Inszenierungen (Auswahl)
- 1997: Die Nächte der Schwestern Brontë von Susanne Schneider, junges theater basel
- 1998: Disco Pigs von Enda Walsh, junges theater basel
- 2000: Die Schaukel von Edna Mazay, junges theater basel
- 2000: Gier von Sarah Kane, Theater Basel
- 2000: Don Quixote von Lutz Hübner nach Miguel de Cervantes, Schauspielhaus Hannover
- 2001: John Gabriel Borkman von Henrik Ibsen, Theater Basel
- 2001: I Furiosi von Sebastian Nübling und  Daniel Wahl, Theaterhaus Stuttgart
- 2002: Die drei Vögel von Joanna Laurens am Schauspielhaus Hannover
- 2002: Romeo und Julia von William Shakespeare, Theater Basel
- 2002: Mamma Medea von Tom Lanoye, Schauspielhaus Hannover
- 2003: Reiher von Simon Stephens, Württembergisches Staatstheater Stuttgart und junges theater basel
- 2003: (wilde) – der mann mit den traurigen augen von Klaus Händl, Schauspielhaus Graz
- 2003: King Lear von William Shakespeare, Theater Basel
- 2004: Don Karlos von Friedrich Schiller,  Münchner Kammerspiele
- 2004: Leenane-Trologie von Martin McDonagh, Theater Basel
- 2004: Reiher von Simon Stephens, junges theater basel
- 2004: Edward II. von Christopher Marlowe auf der Pernerinsel Hallein, Salzburger Festspiele und Theater Basel.
- 2004: Was ihr wollt von William Shakespeare, Schauspielhaus Hannover
- 2005: Virus! frei nach Euripides, Württembergisches Staatstheater Stuttgart im Rahmen des Festivals Theater der Welt
- 2005: Die Krönung Richards II. von Hans Henny Jahnn, Deutsches Schauspielhaus Hamburg
- 2006: Dunkel lockende Welt von Klaus Händl, Münchner Kammerspiele
- 2006: Dido und Aeneas von Christopher Marlowe und Henry Purcell (Musik), Theater Basel
- 2007: Pornographie von Simon Stephens, Schauspielhaus Hannover im Rahmen des Festival Theaterformen
- 2007: Gespenster von Henrik Ibsen, Schaubühne am Lehniner Platz Berlin
- 2007: Next Level Parzival von Tim Staffel, Salzlager der Kokerei Zollverein (Essen) im Rahmen der Ruhrtriennale (junges theater basel)
- 2008: Hass von Mathieu Kassovitz, Münchner Kammerspiele
- 2008: Macbeth von William Shakespeare, Schauspielhaus Zürich
- 2008: Furcht und Zittern von Händl Klaus und Lars Wittershagen, Salzlager der Kokerei Zollverein (Essen) im Rahmen der Ruhrtriennale
- 2008: Mütter.Väter.Kinder von Sebastian Nübling, Theater Freiburg
- 2009: Kritische Masse von Oliver Bukowski, Deutsches Schauspielhaus Hamburg
- 2009: Dear Wendy von Lars von Trier, Theater Basel und junges theater basel
- 2009: Judith/Juditha Triumphans nach Friedrich Hebbel/Antonio Vivaldi auf der Pernerinsel Hallein, Salzburger Festspiele
- 2009: Der Revisor von Nikolaj Gogol, Schauspielhaus Zürich (Pfauen)
- 2010: Endstation Sehnsucht von Tennessee Williams, Münchner Kammerspiele
- 2010: Ubu von Simon Stephens, Schauspiel Essen
- 2010: Punk Rock von Simon Stephens, junges theater basel
- 2011: Ödipus und seine Kinder nach Sophokles, Aischylos und Euripides, Schauspielhaus Zürich (Schiffbau/Halle)
- 2011: Alpsegen von Feridun Zaimoglu und Günter Senkel, Münchner Kammerspiele
- 2011: Three Kingdoms von Simon Stephens, Münchner Kammerspiele
- 2011: S A N D Tanztheater mit Schauspielhaus Zürich (Box, Schiffbau) und junges theater basel
- 2012: Volpone von Ben Jonson, Schauspielhaus Bochum
- 2012: Orpheus steigt herab von Tennessee Williams, Münchner Kammerspiele
- 2012: Wie es euch gefällt von William Shakespeare, Schauspielhaus Zürich (Pfauen)
- 2013: Morning von Simon Stephens, junges theater basel
- 2013: Die Letzten von Maxim Gorki, Schauspiel Köln
- 2013: Die Klasse von François Bégaudeau, Theater Basel und junges theater basel
- 2013: Es sagt mir nichts, das sogenannte Draußen von Sibylle Berg, Maxim-Gorki-Theater Berlin
- 2014: Carmen Disruption von Simon Stephens, Deutsches Schauspielhaus Hamburg
- 2015: Und dann kam Mirna von Sibylle Berg, Maxim-Gorki-Theater Berlin
- 2016: In Formation von Guy Krneta, Schauspielhaus Zürich[8]
- 2018: Sweatshop - Deadly Fashion, Schauspielhaus Zürich[9]
- 2019: Herzstück, Maxim-Gorki-Theater Berlin